# طريقة كيلدال

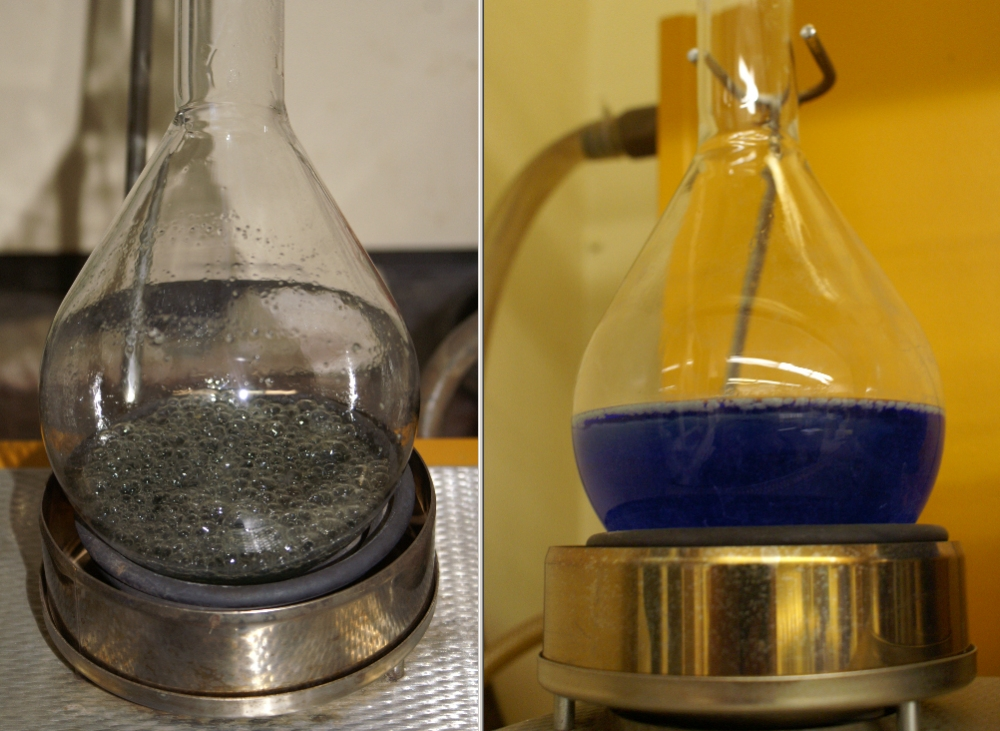

طريقة كيلدال (بالدنماركية: Kjeldahl)‏ أو تهضيم كيلدال في الكيمياء التحليلية تستعمل للتحديد الكمي للنتروجين في المواد الكيميائية العضوية و بعض المواد غير العضوية مثل الأمونيوم والأمونيا ، ولكن لا تتضمن النترات. طورها يوهان كيلدال في عام 1883.